# 当代贵州
《当代贵州》创刊于1995年，是中国大陆政治类周刊，编辑部位于贵州省贵阳市。
《当代贵州》在2018年被中华人民共和国国家新闻出版广电总局新闻报刊司评为2017年全国“百强报刊”。